# جائزة عيسى لخدمة الإنسانية
جائزة عيسى لخدمة الإنسانية هي جائزة دولية أسسها ملك مملكة البحرين، الملك حمد بن عيسى آل خليفة، عام 2009. تُمنح الجائزة كل عامين لشخصية أو مؤسسة تقديرًا لإسهاماتها المتميزة في مجالات الخدمة الإنسانية. يتم اختيار الفائز من خلال عملية تقييم دقيقة يشرف عليها فريق من الخبراء.
يحصل الفائز على شهادة تقدير، وميدالية مصنوعة من الذهب، بالإضافة إلى جائزة مالية تبلغ مليون دولار أمريكي. وقد سُميت الجائزة تكريمًا للشيخ عيسى بن سلمان آل خليفة، تقديرًا لدوره البارز في خدمة الإنسانية وإسهاماته في نهضة مملكة البحرين.

## قائمة الفائزين
1. الدكتورة جميلة محمود - 2013[3]
2. الدكتور أتشيوت سامنتا - 2015[4]
3. مستشفى 57357 - 2017[5]
4. مؤسسة إدهي الخيرية - 2019[6]
5. الدكتور ساندوك رويت - 2023[7]

## مجلس أمناء الجائزة
- سمو الشيخ محمد بن مبارك آل خليفة - رئيس مجلس الأمناء[8]
- معالي الشيخ خالد بن عبدالله آل خليفة - النائب الأول لرئيس مجلس الأمناء[8]
- سعادة السيد تقي محمد البحارنة - النائب الثاني لرئيس مجلس الأمناء[8]
- معالي الشيخ خالد بن أحمد بن محمد آل خليفة - عضو مجلس الأمناء[8]
- معالي الشيخة مي بنت محمد آل خليفة - عضو مجلس الأمناء[8]
- الأستاذ علي عبدالله خليفة - عضو مجلس الأمناء/ الأمين العام للجائزة[8]
- الدكتور محمد الخزاعي - عضو مجلس الأمناء[8]
- الأستاذ علي عبدالله العرادي - عضو مجلس الأمناء[8]

## الرؤية والرسالة

### الرؤية
تسعى جائزة عيسى لخدمة الإنسانية إلى تقدير ومكافأة إسهامات أولئك الذين يسعون إلى تغيير العالم نحو الأفضل من خلال أعمالهم الدؤوبة والمبتكرة، والتي تساعد في استعادة الثقة بالروح الإنسانية الخيرة، وتحقيق عالم أكثر إنسانية لأجيال المستقبل.

### الرسالة
تأسست جائزة عيسى لخدمة الإنسانية بهدف خلق الوعي بالمساعي الإنسانية غير العادية عبر العالم، وإلهام وتشجيع المزيد من الأشخاص على تحقيق إنجازات في هذا المجال، وتكريم المنظمات والأفراد الذين أظهروا قدرة استثنائية على التأثير الإيجابي في العالم.

## مجالات منح الجائزة
تُمنح الجائزة في أحد عشر مجالًا رئيسيًا، تشمل:
- الإغاثة والتصدي للكوارث[10]
- منجزات التعليم[10]
- خدمة المجتمع[10]
- تعزيز التسامح الإنساني[10]
- تعزيز السلم العالمي[10]
- التحضر المدني[10]
- العناية بالبيئة والتغير المناخي[10]
- النظريات والمكتشفات العلمية الرائدة[10]
- التخفيف من وطأة الفقر والعوز[10]
- حوار الحضارات[10]

## معايير الترشيح للجائزة
- تُقبل الترشيحات من الأفراد والمؤسسات والهيئات العاملة في أي مجال من مجالات الخدمة الإنسانية.[11]
- يجب تقديم بيانات ومعلومات وافية حول الإنجاز الإنساني، مرفقة بالسيرة الذاتية للمرشحين، بما في ذلك البيانات الشخصية والعلمية والصورة الشخصية وصورة جواز السفر واستمارة الترشح المستوفية.[11]
- لا تُقبل الترشيحات المقدمة من قبل الأحزاب والنقابات والجمعيات السياسية.[11]
- لا تُقبل الترشيحات التي تتعلق بمنجز مدفوع الأجر أو ذي صلة بالأعمال الربحية.[11]
- لا تُقبل الترشيحات لأي منجز تموّله بالكامل أي جهة حكومية.[11]
- لا تُمنح الجائزة لمترشح يقل عمره عن 18 عامًا.[11]

## طبيعة المشروع وأهدافه
- أن يكون العمل الذي يقوم به المترشح للجائزة إنساني بحت.[11]
- ألا تكون هذه الأعمال لها صله سياسية أو ذات صلة بأي جهة حزبية.[11]
- أن لا يقتصر عمل المترشح على دولة واحدة وإنما توسع ليشمل رقعة واسعة من العالم.[11]
- مصادر تمويل المشروع أو علاقة أية حكومة بالمشروع: أن لا يكون المترشح قد حصل على أي دعم مادي من جهات رسمية وإنما أعتمد على تبرعات الأشخاص والمؤسسات.[11]
- عدد العاملين أو المنتسبين للمشروع، أو مجلس إدارة المشروع.[11]
- علاقة المجتمع بالمشروع.[11]
- علاقة المشروع بالمنظمات الدولية وبخاصة ذات البعد الإنساني.[11]
- الجوائز التي حصل عليها المشروع أو رشح لنيلها.[11]

- الوضع الذي سيؤول إليه المشروع بعد غياب المترشح.[11]